# Армяно-мексиканские отношения
Армяно-мексиканские отношения — двусторонние дипломатические отношения между Арменией и Мексикой. Страны являются членами Организации Объединённых Наций.

## История
В декабре 1991 года произошёл распад СССР, а 14 января 1992 года Армения и Мексика установили официальные дипломатические отношения. С момента установления отношений контакты между странами поддерживались на довольно низком уровне и главным образом применительно к дипломатическим вопросам на уровне Организации Объединённых Наций. В марте 2002 года премьер-министр Армении Андраник Маргарян прибыл в город Монтеррей, чтобы принять участие в международной конференции по финансовому развитию. Это стало  первым визитом высокопоставленного чиновника из правительства Армении в Мексику после обретения независимости. В августе 2002 года министр иностранных дел Армении Вардан Осканян с официальным визитом посетил Мексику. В ходе его визита были подписаны: Соглашение о сотрудничестве в области культуры и образования, а также Соглашение об отмене виз для владельцев официальных и дипломатических паспортов.
В октябре 2012 года министр иностранных дел Армении Эдвард Налбандян совершил официальный визит в Мексику. В ходе  визита он выразил обеспокоенность по поводу признания Мексикой в 2011 году Ходжалинской резни, когда в азербайджанском городе Ходжалы в феврале 1992 года во время Первой карабахской войны было убито около 161 гражданского населения этнических азербайджанцев. Министр иностранных дел Армении также был обеспокоен предложением установить памятник, посвящённый памяти бывшего президента Азербайджана Гейдара Алиева, на проспекте Пасео-де-ла-Реформа в Мехико. После противодействия со стороны правозащитных групп в Мексике, статуя президента Гейдара Алиева была демонтирована и перемещена в частный сектор. Во время визита в Мексику министр иностранных дел Эдвард Налбандян выступил в сенате Мексики, где рассказал об улучшении дипломатических отношений между странами и о том, что Армения откроет посольство в Мексике.
В апреле 2015 года сенат Мексики провёл армянскую культурную неделю, посвящённую истории Армении и 23-летию с момента установления дипломатических отношений. На данный момент Мексика официально не признала геноцид армян, совершённый Армией Османской империи в 1915 году. В ноябре 2017 года два депутата Конгресса Мексики находились с официальным визитом в Армении в составе Мексикано-армянской группы дружбы по приглашению правительства Армении и посетили спорную территорию Нагорного Карабаха, которая находится под контролем армянских сил и расположена в пределах Азербайджана. Их визит не был санкционирован правительством Мексики и вызвал дипломатический скандал между Азербайджаном и Мексикой.
В июне 2019 года Мексика открыла почётное консульство в Ереване.

## Двусторонние соглашения
Страны подписали несколько двусторонних соглашений, таких как: Меморандум о взаимопонимании для установления политических консультаций по вопросам, представляющим взаимный интерес (1993 год); Соглашение о введении безвизового режима в отношении владельцев дипломатических и служебных паспортов (2002 год) и Соглашение о сотрудничестве в области культуры и образования (2002 год).

## Торговля
В 2018 году объём товарооборота между странами составил сумму 1,7 миллиона долларов США. Экспорт Армении в Мексику: электромонтажные коробки, электрические цепи, запчасти и аксессуары для рентгеновских аппаратов. Экспорт Мексики в Армению: трёхколесные мотоциклы, пиво, текила, сухофрукты и кофе.

## Дипломатические представительства
- Армения содержит посольство в Мехико[10].
- Интересы Мексики в Армении представлены через посольство в Москве и через почётное консульство в Ереване[11].